# Lee Kyung-soo
Lee Kyung-soo (28 de outubro de 1973) é um treinador ex-futebolista profissional sul-coreano que atuava como defensor.

## Carreira
Lee Kyung-soo representou a Seleção Sul-Coreana de Futebol nas Olimpíadas de 1996.